# The Dark Eye: Chains of Satinav
The Dark Eye: Chains of Satinav is een Point-and-click adventurespel van het Duitse computerspelbedrijf Daedalic Entertainment en wordt verdeeld door Deep Silver. Het spel is onderdeel van de franchise The Dark Eye.

## Verhaal
Geron is een vogelvanger in de fictieve wereld van Aventuria en meer bepaald in het koninkrijk Andergast. Geron wordt door de andere stadsbewoners aanzien als onheilsbrenger. Verder heeft hij voor ongekende reden de gave om glas via telepathie te laten breken.
Het land werd enkele jaren geleden geteisterd door een blinde toekomstvoorspeller. Zijn omens brachten onheil in het land waardoor de bevolking besliste hem te verbranden.
De laatste tijd wordt het koninkrijk overspoeld door raven. Gwinnling is van mening dat de "ziener" op een of andere manier terug is en op zoek is naar een fee. Als de "ziener" de fee vindt, is het koninkrijk wellicht voorgoed verdoemd. Vandaar dat Gwinnling van mening is dat de fee gedood moet worden.
Geron neemt de taak op zich om de fee, wat de vrouwelijke Nuri blijkt te zijn, te zoeken. Hij wil haar niet doden en tracht haar terug naar haar eigen wereld te brengen. Daarbij wordt hij geholpen door een sprekende raaf. Echter, Nuri wil om persoonlijke redenen niet terugkeren naar haar wereld. Vandaar dat Geron haar doet geloven dat ze naar een ander feeënland gaat.
De sprekende raaf blijkt in werkelijkheid de ziener te zijn. Toen hij werd verbrand, sprak hij met behulp van een magische ring een toverwoord uit waardoor hij zijn persoon verwisselde met dat van een raaf en vice-versa. Tijdens deze transformatie verloor hij de ring en deze wordt sindsdien ergens in Andergast bewaard. Nuri wordt ontvoerd door de raaf. Zij wordt verplicht om een magische harp te bespelen dewelke duisternis brengt over Andergast. Daarnaast maakt het bespelen van de harp haar ongelukkig en verliest ze haar geheugen beetje bij beetje. Verder kan de magische harp enkel bespeeld worden door echte feeën, alle anderen zullen sterven bij aanraking.
Geron gaat op zoek naar de ring en achterhaalt dat deze heringesteld kan worden: hiervoor moet hij het huidige toverwoord weten. Vervolgens dient hij de ring aan te raken met een organische stof van het individu met wie de transformatie moet uitgevoerd worden. Ten slotte moet een nieuw toverwoord gekozen worden. Geron voert deze procedure uit waarbij hij een traan van Nuri gebruikt.  Vervolgens lokt hij de raaf in een hinderlaag: Geron geeft hem de ring en laat hem het toverwoord uitspreken. Daardoor verwisselen de raaf en Nuri, nog steeds de harp spelende, van lichaam. Omdat de ziener innerlijk geen echte fee is, sterft hij. Geron gaat terug naar zijn dorp waarbij hij wordt vergezeld door Nuri (in de vorm van een raaf).

## Spelbesturing
De spelbesturing is gebaseerd op een traditioneel point-and-click avonturenspel. De speler bestuurt het personage Geron met de muiscursor. Geron moet conversaties aangaan met andere personages om zo informatie te achterhalen. Verder moeten men her en der objecten vinden die in de inventaris worden opgenomen. Die objecten dient men al dan niet onderling te combineren om tot een nieuw object te komen. De objecten uit de inventaris heeft men nodig om allerhande problemen tijdens het spel op te lossen.
Daarnaast heeft Geron nog een natuurlijke gave: hij kan glazen voorwerpen breken.  Verder in het spel verwerft hij via Nuri nog een tweede gave: het herstellen van voorwerpen op voorwaarde dat alle onderdelen in bezit zijn.